# Leonid Pavlovskij
Leonid Viktorovitj Pavlovskij (ryska: Леонид Викторович Павловский), född den 29 maj 1949 i Krasnoturinsk, Ryssland, är en sovjetisk landhockeyspelare.
Han tog OS-brons i herrarnas landhockeyturnering i samband med de olympiska landhockeytävlingarna 1980 i Moskva.